# 伊斯蘭民主主義
伊斯蘭民主主義（阿拉伯语：‎），是一種政治上的意識型態，這意識形態的支持者希望在民主的框架下將伊斯蘭教的原則應用在不同的政治決策及公共政策中。這意識形態的支持者主要主張三點：政治領袖應該由人民選出，選出的領袖應該遵循伊斯蘭教法的指引，以及這個領袖不能獨裁行事。同一個意識形態的概念在不同以伊斯蘭教徒為主的國家有不同的理解。這是因為不同國家雖然奉伊斯蘭教為國教，但是有的是遜尼派伊斯蘭國家，有的是什葉派國家，而且就算信奉同一個教派，亦擁有相似但是不同的伊斯蘭教法概念。因此，執行的不同導致伊斯蘭教法對不同國家的人民的日常生活有不同的影響。
相關的自由主義及民主參與的概念在伊斯蘭黃金時代已經在伊斯蘭世界萌芽。支持這些概念的人士認為， 正統哈里發時期是早期伊斯蘭民主的一個範例，而相應的發展因遜尼派與什葉派分裂而停止。

## 遜尼派的觀點
他們認為，即使在正統哈里發時期也好，或者是哈里發國時期也好，哈里發並不能單方面地獨自下指令。因此，他們認為在相應時期的國家組成概念更和議會民主制相似，而哈里發的地位相等於現代國家的首相。這個概念的最主要組成因素和決策形成的方法有關：下決定的人並不是一個人，而是一個由當時社會知名人士，哈里發的支持者，以及地方上有權限的人士所組成的諮詢機構。這個諮詢機構的功能和議會相似。
在早期的伊斯蘭國，國家元首均被視為穆罕默德的繼承者。根據遜尼派的觀念，這個繼承者的地位是由相應的人民選舉所產生的。例如第一代的繼承者阿布·伯克爾，以及第二代的繼承者歐麥爾·本·赫塔卜，均是由民主的選舉方式所選舉出來的。可是，在教派之爭後，如伊斯蘭黃金時代開始後，人民對於國家的參與減少，而且亦開始步入不民主的開端。如當時，基於伊斯蘭教人人平等的原則，而且建基於穆罕默德的民主參與概念，選舉出來的伊斯蘭統治者在和市民息息相關的生活問題上還是會舉行公開諮詢，以吸納人民的意見。
而且，哈里發國以及後來蘇丹的權限仍然被社會上一群伊斯蘭知識分子——烏理瑪——所制衡。這是因為相應的法律必須經過他們大多數的同意。這亦令國家不被一個人所把持。與此同時，成為烏理瑪的限制亦不少，例如必須擁有一般人難以獲取的執照。因此，在當時，伊斯蘭教法和現時的憲制性法律相似。
而且，伊斯蘭民主主義亦不限制其他信仰，例如印度教、基督教、天主教以及猶太教信徒的日常生活。這些特徵可以從後期成立的相應伊斯蘭國家內的國家政策中看到，包括鄂圖曼帝國、印度伊斯蘭帝國等等。因此，伊斯蘭民主主義保障了其他信徒的權利。

## 什葉派的觀點
根據他們的觀點，穆罕默德其實早已任命其繼承者；因此，他們不承認在阿里成為領導者前的三位，並認為他們是該三位繼承者並非合法的繼承者。同時，他們亦不承認相關繼承會議的結果，而且他們的撥備遜尼派承認代表伊斯蘭社會。他們認為十二伊瑪目才是唯一的精神領袖，其他的都不是正統的繼承者。
在伊朗伊斯蘭革命後，伊朗成為了一個以什葉派為主導的伊斯蘭國家。他們認為穆斯林應該建立一個純粹的伊斯蘭國。什葉派的伊朗精神領袖霍梅尼認為，政府命令即是一切，優先於伊斯蘭教。同時，伊斯蘭教的內容則是這些命令的法源。因此，政府的命令將會優先於伊斯蘭的傳統習俗。

## 穆斯林國家的民主指數
有幾個非政府組織根據其對「自由」一詞的不同定義，公布並維護世界各地的自由指数，還利用包括政治权利、经济权利、新闻自由和公民自由的各種對自由的度量，將各國以自由、部分自由和非自由的方式排序。
以下列出了穆斯林占多数的国家，并示出由两个常用指标给出的分数：美国自由之家的世界自由度報告（2018）和经济学人智库的2019年民主指数報告 。这些指标经常被西方媒体使用，但卻引發了一些批评，且可能无法反映近期变化。
关键： * –选举民主制‡ –争议领土（根据自由之家）
| 位置                              | 民主指数    | 民主指数排名 | 民主指数类别 | “世界自由度报告”类型 | 政府类型                                 | 宗教和国家                                         |
| --------------------------------- | ----------- | ------------ | ------------ | -------------------- | ---------------------------------------- | -------------------------------------------------- |
| ‡阿富汗(由阿富汗伊斯蘭酋長國控制) | 2.85        | 141          | 独裁政权     | 非自由               | 单一制 总统制 伊斯兰共和国               | 國教                                               |
| 阿尔巴尼亚                        | 5.89        | 79           | 混合政权     | 部分自由             | 议会制                                   | 世俗国家                                           |
| 阿尔及利亚                        | 4.01        | 113          | 混合政权     | 非自由               | 单一制 议会制 共和立憲制                 | 國教                                               |
| 亞塞拜然                          | 2.75        | 146          | 独裁政权     | 非自由               | 总统制                                   | 世俗国家                                           |
| 巴林                              | 2.55        | 149          | 独裁政权     | 非自由               | 君主立宪制                               | 國教                                               |
| *孟加拉国                         | 5.88        | 80           | 混合政权     | 部分自由             | 议会制共和国                             | 世俗国家                                           |
| *波斯尼亚和黑塞哥维那             | 4.86        | 102          | 混合政权     | 部分自由             | 议会制共和国                             | 世俗国家                                           |
| 汶莱                              | - - - - - - | - - - - - -  | 独裁政权     | 非自由               | 君主专制政体                             | 國教                                               |
| 布吉纳法索                        | 4.04        | 112          | 混合政权     | 部分自由             | 半总统制                                 | 世俗国家                                           |
| 乍得                              | 1.61        | 163          | 独裁政权     | 非自由               | 总统制                                   | 世俗国家                                           |
| 葛摩                              | 3.15        | 131          | 独裁政权     | 部分自由             | 总统制，联邦共和国                       | 國教                                               |
| 吉布提                            | 2.77        | 144          | 独裁政权     | 非自由               | 半总统制                                 | 世俗国家                                           |
| 埃及                              | 3.06        | 137          | 独裁政权     | 非自由               | 单一制 半总统制 共和立憲制               | 國教                                               |
| 冈比亚                            | 4.33        | 107          | 混合政权     | 部分自由             | 总统制                                   | 世俗国家                                           |
| 几内亚                            | 3.14        | 132          | 独裁政权     | 部分自由             | 总统制                                   | 世俗国家                                           |
| 几内亚比绍                        | 2.63        | 148          | 独裁政权     | 部分自由             | 半总统制                                 | 世俗国家                                           |
| *印度尼西亚                       | 6.48        | 64           | 有缺陷的民主 | 部分自由             | 总统制                                   | 世俗国家                                           |
| 伊朗                              | 2.38        | 151          | 独裁政权     | 非自由               | 单一制 总统制 共和立憲制，服从最高领袖   | 國教                                               |
| 伊拉克                            | 3.74        | 118          | 独裁政权     | 非自由               | 议会制共和国                             | 國教                                               |
| 象牙海岸                          | 4.05        | 111          | 混合政权     | 部分自由             | 总统制                                   | 世俗国家                                           |
| 约旦                              | 3.93        | 114          | 独裁政权     | 部分自由             | 君主立宪制                               | 國教                                               |
| 哈萨克斯坦                        | 2.94        | 139          | 独裁政权     | 非自由               | 总统制                                   | 世俗国家                                           |
| 科索沃                            | -           | - - - - - -  | - - - - - -  | 部分自由             |                                          | 世俗国家                                           |
| 科威特                            | 3.93        | 114          | 独裁政权     | 部分自由             | 君主立宪制                               | 國教                                               |
| 吉尔吉斯斯坦                      | 4.89        | 101          | 混合政权     | 部分自由             | 议会制共和国                             | 世俗国家                                           |
| 黎巴嫩                            | 4.36        | 106          | 混合政权     | 部分自由             | 認信主義（confessionalism） 议会制共和国 | 世俗国家                                           |
| 利比亚                            | 2.02        | 156          | 独裁政权     | 非自由               | 临时政府                                 | 國教                                               |
| 马来西亚                          | 7.16        | 43           | 有缺陷的民主 | 部分自由             | 君主立宪制，议会民主                     | 國教                                               |
| 马尔代夫                          | - - - - - - | - - - - - -  | - - - - - -  | 部分自由             |                                          | 國教                                               |
| 马里                              | 4.92        | 100          | 混合政权     | 部分自由             | 半总统制                                 | 世俗国家                                           |
| 毛利塔尼亚                        | 3.92        | 116          | 独裁政权     | 非自由               | 伊斯兰共和国，半总统制                   | 伊斯兰国家                                         |
| 摩洛哥                            | 5.10        | 96           | 混合政权     | 部分自由             | 君主立宪制                               | 國教                                               |
| 尼日尔                            | 3.29        | 127          | 独裁政权     | 部分自由             | 半总统制                                 | 世俗国家                                           |
| 奈及利亞                          | 4.12        | 109          | 混合政权     | 部分自由             | 联邦制，总统制                           | 世俗国家，伊斯兰国(仅在奈及利亞北部各州)           |
| 阿曼                              | 3.06        | 137          | 独裁政权     | 非自由               | 君主专制政体                             | 國教                                               |
| 巴基斯坦                          | 4.25        | 108          | 混合政权     | 部分自由             | 联邦制，议会制共和国                     | 伊斯兰国                                           |
| ‡巴勒斯坦(被以色列占领)           | 3.89        | 117          | 独裁政权     | 非自由               | 半总统制                                 | 世俗国家(在西岸地區)，實際上為伊斯兰国(在加沙地带) |
| 卡塔尔                            | 3.19        | 128          | 独裁政权     | 非自由               | 君主专制政体                             | 國教                                               |
| 沙特阿拉伯                        | 1.93        | 159          | 独裁政权     | 非自由               | 伊斯兰教君主專制                         | 伊斯兰国                                           |
| *塞内加尔                         | 5.81        | 82           | 混合政权     | 自由                 | 半总统制                                 | 世俗国家                                           |
| *塞拉利昂                         | 4.86        | 102          | 混合政权     | 部分自由             | 总统制                                   | 世俗国家                                           |
| 索马里                            |             |              |              | 非自由               | 联邦制，半总统制                         | 國教                                               |
| ‡索马里兰（索马里）               |             |              |              | 部分自由             |                                          |                                                    |
| 苏丹                              | 2.70        | 147          | 独裁政权     | 非自由               | 联邦制，总统制                           | 世俗国家(法律上)，伊斯兰国(事实上)                 |
| 叙利亚                            | 1.43        | 164          | 独裁政权     | 非自由               | 半总统制                                 | 世俗国家                                           |
| 塔吉克斯坦                        | 1.93        | 159          | 独裁政权     | 非自由               | 总统制                                   | 世俗国家                                           |
| *突尼西亞                         | 6.72        | 53           | 有缺陷的民主 | 自由                 | 半总统制                                 | 國教                                               |
| 土耳其                            | 4.09        | 110          | 混合政权     | 自由                 | 总统制                                   | 世俗国家                                           |
| 土库曼                            | 1.72        | 162          | 独裁政权     | 非自由               | 总统制，一党制                           | 世俗国家                                           |
| 阿拉伯联合酋长国                  | 2.76        | 145          | 独裁政权     | 非自由               | 联邦制，君主立宪制                       | 國教                                               |
| 乌兹别克                          | 2.01        | 157          | 独裁政权     | 非自由               | 总统制                                   | 世俗国家                                           |
| ‡西撒哈拉(由摩洛哥控制)           | - - - - - - | - - - - - -  | - - - - - -  | 非自由               |                                          | - - - - - -                                        |
| 葉門                              | 1.95        | 158          | 独裁政权     | 非自由               | 临时政府                                 | 伊斯兰国                                           |